# Théorèmes énergétiques
Les théorèmes énergétiques permettant de poser un problème de mécanique sous forme d'un problème de minimisation, et donc d'utiliser toutes les méthodes existantes pour ce genre de problèmes. Il y a deux théorèmes énergétiques, l'un est beaucoup plus connu que l'autre, il s'agit du théorème de l'énergie potentielle. Le second théorème est similaire au premier, la seule différence étant que dans un cas on parle de l'énergie potentielle et dans l'autre de l'énergie complémentaire.

## Théorème de l'énergie potentielle
Le champ de déplacement solution d'un problème statique de mécanique des milieux continus minimise l'énergie potentielle du milieu.

## Théorème de l'énergie complémentaire
Le champ de contraintes solution d'un problème statique de mécanique des milieux continus minimise l'énergie complémentaire du milieu

## Exemples
Soit un solide sur un plan sans frottement, relié à un ressort de raideur 'k' et soumis à une force 'F'.
On repère la position de référence du solide par 'x=0', et on suppose que cette position coïncide avec la position de repos (ou longueur à vide) du ressort. On note 'T' la tension du ressort.

### Résolution en utilisant le théorème de l'énergie potentielle
L'énergie potentielle du système s'écrit :
{\displaystyle E_{p}={\frac {1}{2}}kx^{2}-Fx}
La minimisation de cette énergie donne :
{\displaystyle 0={\frac {\partial E_{p}}{\partial x}}=kx-F}
{\displaystyle x={\frac {F}{k}}}

### Résolution par l'énergie complémentaire
L'énergie complémentaire du système s'écrit :
{\displaystyle E_{c}={\frac {1}{2k}}T^{2}}
Ici comme l'on se doit de chercher 'T' dans l'espace des champs admissibles, on a du fait de l'effort 'F' imposé, 'T' = '-F', et comme on a un problème à 1 ddl, on a la solution.

## Démonstrations

### À partir de l'erreur en relation de comportement

#### Établissement de l'expression de l'énergie potentielle et de l'énergie complémentaire
Soit {\displaystyle e} l'erreur en relation de comportement. Partons de l'expression de {\displaystyle e^{2}}.
On a :
On applique alors la formule de Green :
On peut séparer l'intégrale sur le bord de {\displaystyle \Omega } en deux intégrales : une sur {\displaystyle \partial _{1}\Omega }, partie de {\displaystyle \partial \Omega } sur laquelle on a imposé le déplacement et une sur {\displaystyle \partial _{2}\Omega }, partie de {\displaystyle \partial \Omega } sur laquelle on a imposé l'effort. On rappelle que dans ce cas on a :
On obtient donc, en utilisant les équations d'équilibre et les conditions aux limites :
Soit
Avec :
{\displaystyle E_{p}({\underline {u}})={\frac {1}{2}}\int _{\Omega }\operatorname {Tr} \left({\underline {\underline {\underline {\underline {K}}}}}\cdot {\underline {\underline {\varepsilon }}}^{2}\right)\mathrm {d} \Omega -\left(\int _{\Omega }{\underline {f_{d}}}\cdot {\underline {u}}\,\mathrm {d} \Omega +\int _{\partial _{2}\Omega }{\underline {F_{d}}}\cdot {\underline {u}}\,\mathrm {d} S\right)}

{\displaystyle E_{c}({\underline {\underline {\sigma }}})={\frac {1}{2}}\int _{\Omega }\operatorname {Tr} \left({\underline {\underline {\sigma }}}\cdot {\underline {\underline {\underline {\underline {K}}}}}^{-1}\cdot {\underline {\underline {\sigma }}}\right)\mathrm {d} \Omega -\int _{\partial _{1}\Omega }\left({\underline {\underline {\sigma }}}\cdot {\underline {n}}\right)\cdot {\underline {u_{d}}}\,\mathrm {d} S}

#### Étude des différents termes de ces expressions

##### Énergie potentielle
est l'énergie de déformation exprimée en déplacement. C'est l'analogue de l'énergie de déformation élastique d'un ressort {\displaystyle {\tfrac {1}{2}}k(l-l_{0})^{2}}. C'est une forme bilinéaire symétrique continue et coercive.
est le travail des efforts imposés (donc connues) dans le champ de déplacement inconnu. C'est une forme linéaire continue.

##### Énergie complémentaire
est l'énergie de déformation exprimée en contrainte, c'est l'analogue de l'énergie de déformation élastique d'un ressort exprimée en fonction de la force {\displaystyle {\tfrac {1}{2}}{\tfrac {F^{2}}{k}}}.
C'est une forme bilinéaire symétrique continue et coercive.
est le travail des efforts inconnus dans le champ de déplacement imposé (donc connu)
{\displaystyle E_{p}(u)} ne dépendant que de {\displaystyle u} et des forces imposées. C'est une forme linéaire continue.

#### Démonstration des théorèmes énergétiques
Nous savons que la solution exacte est telle que {\displaystyle e^{2}({\underline {u}},{\underline {\underline {\sigma }}})=0}, donc elle réalise un minimum de cette fonction. De plus comme {\displaystyle e^{2}\left({\underline {u}},{\underline {\underline {\sigma }}}\right)} est la somme de deux fonctions de variables indépendantes, le couple {\displaystyle ({\underline {u}},{\underline {\underline {\sigma }}})} est tel que {\displaystyle {\underline {u}}} réalise le minimum de {\displaystyle E_{p}({\underline {u}})} et {\displaystyle {\underline {\underline {\sigma }}}} réalise le minimum de {\displaystyle E_{c}({\underline {\underline {\sigma }}})}.
De plus nous sommes dans les hypothèses d'application du théorème de Stampacchia qui garantit l'existence et l'unicité des solutions de chacun de ces problèmes de minimisation.
De plus le déplacement et la contrainte étant liés par la relation de comportement, on peut choisir de minimiser l'une ou l'autre de ces énergies pour obtenir le couple solution.

### À partir de l'équation d'équilibre local
On peut faire des formulations variationnelles en déplacement v CA0 (ci dessous) ou contrainte to CA 0 et obtenir a(u,v)=l(v) ou a(sigma, to)=l(to) équations à résoudre.

#### Énergie potentielle, formulation en déplacement
on cherche {\displaystyle {\underline {u}}}, cinématiquement admissible, solution de
vérifiant la relation de comportement {\displaystyle {\underline {\underline {\sigma }}}={\underline {\underline {\underline {\underline {K}}}}}.{\underline {\underline {\varepsilon }}}({\underline {u}})}
On multiplie par un champ cinématiquement admissible à zéro {\displaystyle {\underline {u}}^{\star }}:
Un intégration donne :
La formule de Green permet d'arriver à :
Soit:
On décompose le bord du domaine en deux: lieux à efforts imposés {\displaystyle {\partial \Omega }_{F}} : {\displaystyle \partial {\underline {\underline {\sigma }}}.{\underline {n}}={\underline {F}}_{d}} , lieu à déplacements imposés {\displaystyle {\partial \Omega }_{u}} : {\displaystyle {\underline {u}}={\underline {u}}_{d}} et {\displaystyle {\underline {u}}^{\star }=0}
On obtient alors :
En utilisant la relation de comportement, on aboutit au problème suivant :
trouver {\displaystyle {\underline {u}}} cinématiquement admissible tel que :
{\displaystyle a({\underline {u}},{\underline {u}}^{\star })=l({\underline {u}}^{\star }),\ \forall {\underline {u}}^{\star }\ CA0}
Avec  {\displaystyle a({\underline {u}},{\underline {v}})=\int _{\Omega }{\underline {\underline {\underline {\underline {K}}}}}.{\underline {\underline {\varepsilon }}}({\underline {u}}){\underline {\underline {\varepsilon }}}({\underline {v}})d\Omega } et {\displaystyle l({\underline {v}})=\int _{\Omega }{\underline {f}}_{d}.{\underline {v}}d\Omega +\int _{{\partial \Omega }_{F}}{\underline {F}}_{d}.{\underline {v}}d\Gamma }
On peut alors vérifier que l'on est dans le cadre d'application des théorèmes de Lax-Milgram et de Stampacchia, qui assurent d'une part, l'existence et l'unicité de la solution, d'autre part l'équivalence de ce problème au problème de minimisation de la fonctionnelle {\displaystyle I({\underline {u}})} définie par :
{\displaystyle I({\underline {u}})={\frac {1}{2}}a({\underline {u}},{\underline {u}})-l({\underline {u}})}
Cette fonctionnelle n'est autre que l'énergie potentielle.

#### Énergie complémentaire, formulation en contrainte
L'établissement du théorème de l'énergie complémentaire se fait de la même façon, mais en posant une formulation variationnelle en contrainte, pour cela il faut partir de la relation de comportement et la multiplier par un champ de contraintes statiquement admissible à zéro.